# Idrogenofosfato di calcio
L'idrogenofosfato di calcio, detto anche fosfato monoacido di calcio o più semplicemente fosfato acido di calcio, è un sale di calcio dell'acido fosforico, di formula CaHPO4.  Viene usato come additivo alimentare, si trova in alcuni dentifrici come agente lucidante ed è un biomateriale.
A temperatura ambiente si presenta come un solido bianco inodore.

## Preparazione
Il fosfato monoacido di calcio è prodotto dalla neutralizzazione dell'idrossido di calcio con acido fosforico, che fa precipitare il diidrato come solido. A 60 °C precipita in forma anidra:
{\displaystyle {\ce {H3PO4 + Ca(OH)2 -> CaHPO4}}}
Per prevenire la degradazione che formerebbe idrossiapatite, pirofosfato di sodio o trimagnesio fosfato ottaidrato vengono aggiunti quando, ad esempio, il fosfato di calcio dibasico diidrato deve essere usato come agente lucidante nel dentifricio.
In un processo continuo CaCl2 può essere trattato con (NH4)2HPO4 per formare il diidrato:
{\displaystyle {\ce {CaCl2 + (NH4)2HPO4 -> CaHPO4*2H2O}}}
Una sospensione di diidrato viene quindi riscaldata a circa 65-70 °C per formare CaHPO4 anidro come precipitato cristallino, tipicamente come cristalli diamondoidi piatti, che sono adatti per ulteriori elaborazioni.
L'idrogenofosfato di calcio diidrato si forma in cementi di fosfato di calcio "brushite" (CPC), che hanno applicazioni mediche. Un esempio della reazione di indurimento generale nella formazione dei cementi di fosfato di calcio "β-TCP/MCPM" (fosfato tricalcico/fosfato monocalcico) è:
{\displaystyle {\ce {Ca3(PO4)2 + Ca(H2PO4)2*H2O + 7 H2O -> 4 CaHPO4*2H2O}}}

## Usi
Il fosfato monoacido di calcio viene utilizzato principalmente come integratore alimentare in cereali per la colazione, cibo per cani, farina arricchita e prodotti di pasta. È anche usato nelle compresse di alcuni preparati farmaceutici, inclusi alcuni prodotti destinati a eliminare l'odore del corpo. Il fosfato di calcio dibasico si trova anche in alcuni integratori alimentari di calcio. È usato nell'alimentazione del pollame. Viene anche usato in alcuni dentifrici contro il tartaro.
Il riscaldamento del fosfato bicalcico fornisce il difosfato bicalcico, un utile agente lucidante:
{\displaystyle {\ce {2 CaHPO4 -> Ca2P2O7 + H2O}}}
Nella forma diidrata (brushite) si trova in alcuni calcoli renali e nel tartaro.